# Dipartimento di Agnibilékrou
Il dipartimento di Agnibilékrou è un dipartimento della Costa d'Avorio. È situato nella regione di Indénié-Djuablin, distretto di Comoé.
Nel censimento del 2014 è stata rilevata una popolazione di 168.188 abitanti. 
Il dipartimento è suddiviso nelle sottoprefetture di 
Agnibilékrou, Akoboissué, Damé, Duffrébo, Tanguélan.